# 자천 (드라마)
《자천》(紫川)은 2025년 방송되었던 중국의 웹 드라마이다.

## 등장 인물
- 양쉬원 (杨旭文) - 자천수 역
- 류위닝 (刘宇宁) - 제림 역
- 장밍언 (张铭恩) - 사의림 역